# Tullio Treves
Tullio Treves (* 20. September 1942 in San Miguel de Tucumán, Argentinien) ist ein italienischer Jurist und war von 1996 bis 2011 Richter am Internationalen Seegerichtshof in Hamburg.
Er promovierte 1964 an der Universität Mailand und war von 1969 bis 1973 Professor an der Universität Sassari, von 1974 bis 1980 an der Universität Turin und seit 1980 an der Universität Mailand. Von 1984 bis 1992 war er zudem Berater bei der Ständigen Vertretung Italiens bei den Vereinten Nationen und Berater Finnlands im vom Internationalen Gerichtshof verhandelten Fall Passage through the Great Belt in den Jahren 1991 bis 1992. Außerdem hielt er völkerrechtliche Vorlesungen, unter anderem an der Haager Akademie für Völkerrecht sowie Universitäten in Südkorea, Mexiko und den USA.
Treves war unter anderem Mitglied der 3. UN-Seerechtskonferenz von 1974 bis 1982 und wesentlich an der Erarbeitung der französischen Fassung von UNCLOS III beteiligt.
Nachdem Treves am Internationalen Seegerichtshof ausgeschieden war, blieb er der Institution weiterhin verbunden. So wurde er am 12. Februar 2010 in einem Verfahren zwischen Bangladesch und Indien um den Verlauf der Seegrenze im Golf von Bengalen zum Schiedsrichter bestellt. Von diesem Amt trat er am 3. Juli 2013 zurück und wurde durch Jean-Pierre Cot ersetzt. In einem weiteren Schiedsverfahren zwischen Malta und São Tomé und Príncipe wurde Treves am 22. Oktober 2013 von Malta ebenfalls zum Schiedsrichter bestellt. Zudem wirkte er am M/V „Virginia G“ Fall zwischen Panama und Guinea-Bissau als von Panama ausgewählter Ad-hoc-Richter mit, der vor dem Internationalen Seegerichtshof verhandelt wurde und mit der Urteilsverkündung am 14. April 2014 endete.

## Publikationen (Auswahl)
- La giurisdizione nel diritto penale internazionale. Padua 1973.
- The Exploitation of the International Seabed (auf Italienisch), 1982.
- The law of the sea : the European Union and its member states. Nijhoff, Den Haag 1997, ISBN 90-411-0326-0.
- Judicial Lawmaking in an Era of “Proliferation” of International Courts and Tribunals: Development or Fragmentation of International Law?. In: Rüdiger Wolfrum (Hrsg.): Developments of international law in treaty making. Springer, Berlin 2005, ISBN 3-540-25299-1, S. 587.